# インヒアレント・ヴァイス
『インヒアレント・ヴァイス』（Inherent Vice）は、トマス・ピンチョンの小説『LAヴァイス』を原作に、ポール・トーマス・アンダーソンが映画化した2014年のアメリカ映画。
第87回アカデミー賞では脚色賞と衣裳デザイン賞にノミネートされた。また、第72回ゴールデングローブ賞ではホアキン・フェニックスが主演男優賞にノミネートされた。

## あらすじ
1970年。ラリー・"ドック"・スポーテッロ（ホアキン・フェニックス）は、ロサンゼルスのゴルディータ・ビーチで私立探偵を営んでいる。この映画で、ドックは３件の事件について調査依頼を受ける。
- 元恋人のシャスタは、不動産業界の大物ミッキー・ウルフマンの愛人。ミッキーの妻とその愛人が、彼を誘拐して精神病院に入れようとしており、その陰謀に巻き込まれようとしており、ドックに助けを求める。のちにシャスタ自身が姿を消す。
- ブラック・ゲリラ・ファミリー(BGF)のメンバーであるタリクという男が、かつて刑務所で金を貸したグレン・チャーロックという男の捜索を依頼する。チャーロックはアーリアン・ブラザーフッドの元メンバーで、ミッキーのボディガードの一人だった。
- ホープ・ハーリンゲンという女性が、死んだはずの夫コーイ・ハーリンゲンの捜索を依頼する。

ドックはミッキーのChannel View Estates projectという宅地開発計画の建築予定地を訪れる。そこで建設中のマッサージパーラー店でジェイドとバンビという娼婦と知り合うが、野球のバットで殴られて気を失ってしまう。目を覚ますと、ドックの隣にはチャーロックの死体が横たわり、その犯人の疑いを掛けられ、ロス市警の刑事"ビッグフット"に尋問される。
３件の事件の裏には、"the Golden Fang"(黄金の牙)というヘロインの密輸組織が関与していた。

## キャスト
※括弧内は日本語吹替
- ラリー・“ドック”・スポーテッロ - ホアキン・フェニックス（小原雅人）

主人公。ロスで暮らす私立探偵。ヒッピーで、マリファナのヘビースモーカー。
- クリスチャン・F・“ビッグフット”・ビョルンセン警部補 - ジョシュ・ブローリン（広瀬彰勇）

LAPDの刑事。常にフローズン・バナナを咥えている。たまに『特捜隊アダム12』にエキストラ出演している。エイドリアンという殺し屋を追っている。
- シャスタ・フェイ・ヘップワース - キャサリン・ウォーターストン（花村さやか）

ドックの元交際相手。
- ペニー・キンボル地方検事 - リース・ウィザースプーン（斎藤恵理）

ドックの現在の交際相手。
- ソンチョ・スマイラックス弁護士 - ベニチオ・デル・トロ（藤真秀）

ドックの弁護士。
- マイケル・Z・“ミッキー”・ウルフマン - エリック・ロバーツ（志村知幸）

ユダヤ人の土地開発業者。
- スローン・ウルフマン - セレナ・スコット・トーマス

ミッキーの妻。
- コーイ・ハーリンゲン - オーウェン・ウィルソン（鈴木正和）

地元のサーフ・ミュージックバンドのサックス奏者。共産主義者で、警察の情報提供者としてゴールデン・ファングに潜入していた。
- ホープ・ハーリンゲン - ジェナ・マローン

コーイの妻。元ヒッピーの依存症カウンセラー。ヘロイン中毒だったため歯が無い。
- ソルティレージュ / ナレーター - ジョアンナ・ニューサム（坂本真綾）

ドックの事務所の元従業員。
- ペチュニア・リーウェイ - マーヤ・ルドルフ

診療所の看護師。
- ドクター・ルーディ・ブラットノイド - マーティン・ショート（牛山茂）

歯科医(D.D.S.=Doctor of Dental Science)。快楽主義で、常にスタッフと性的関係を持ち、コカインを吸っている。
- タリク・カーライル - マイケル・ケネス・ウィリアムズ（志村知幸）
- ジャポニカ・フェンウェイ - サーシャ・ピーターズ
- クロッカー・フェンウェイ - マーティン・ドノヴァン（上田燿司）

ジャポニカの父。ゴールデン・ファングの仲介者。
- エイドリアン・プルシア　‐ ピーター・マクロビー
- リートおばさん - ジーニー・バーリン

## 製作

### 企画
2010年12月、アンダーソンが『LAヴァイス』を原案とする映画の製作を望んでいることが初めて報じられた。この数ヶ月前に監督作『ザ・マスター』の製作が延期になっているが、それ以来アンダーソンは本作のために脚本を書き続けていた。
2011年2月までに、アンダーソンは脚本の第1稿を完成させ、第2稿の半分以上を書き上げた。2012年9月、アンダーソンは、脚本は執筆中だが、近年中に『インヒアレント・ヴァイス』の製作に取り掛かりたいと表明した。
アンダーソンは本作を「緻密な、すばらしく熟考された物事が、想像しうる中でも最高にくだらないジョークの中で混ざり合っている」と表現している。ピンチョンの作品が映画化されるのは本作が初めてである
。
アンダーソンは、かつてピンチョンの小説『ヴァインランド』の映画化を試みたことがあったが、挫折している。本作のエンディングは、原作から大幅に変更されている。
アンダーソンは、本作を監督するにあたり、ロバート・アルドリッチ監督の映画『キッスで殺せ!』や、レイモンド・チャンドラー原作の映画『三つ数えろ』、『ロング・グッドバイ』から影響を受けたことを明かしている。

### キャスティング
2011年秋、『オズ はじまりの戦い』を降板したロバート・ダウニー・Jrが今作のドック役に興味を持っていることが報じられた。同年12月、ダウニー・Jrは今作への出演について「おそらく実現する」とコメントしている。2013年1月、ダウニー・Jrがプロジェクトを退き、ホアキン・フェニックスが主演のための協議に入ったことが報じられた。
2013年5月上旬、ベニチオ・デル・トロ、オーウェン・ウィルソン、リース・ウィザースプーン、マーティン・ショート、ジェナ・マローンが出演のための協議に入ったことが、
同月下旬にはジョシュ・ブローリンとキャサリン・ウォーターストンがキャストに加わったことが報じられた。

### 音楽
本作のスコアは、レディオヘッドのギタリスト、ジョニー・グリーンウッドが担当する。スコアはロンドンのロイヤル・フィルハーモニー管弦楽団と共に録音された。グリーンウッドがアンダーソン作品のスコアを手掛けるのは『ゼア・ウィル・ビー・ブラッド』『ザ・マスター』に続いて3度目である。

## 公開
本作は2014年10月4日、ニューヨーク映画祭でプレミア上映された。同年12月12日に限定公開されたのち 、2015年1月9日には全米の映画館で公開された。

## 評価
本作はおおむね肯定的な評価を得ている。映画批評サイトRotten Tomatoesには、222件のレビューがあり、批評家支持率は74％、平均点は10点満点中7.1点となっている。また、Metacriticには、43件のレビューがあり、平均点は100点満点中81点となっている。
IGNのマット・パッチスは、本作に10点満点中8.9点を与え、「非常に魅力的で、今年最もグルーヴィな映画のひとつ」であり、「本作は濃密で、また理解しにくく、確固とした思索はほとんどない」「驚くほど価値のある感覚を味わうことができ、繰り返し鑑賞したくなる」と評している。

## 受賞
| 映画賞                       | 賞                   | 対象 | 結果 |
| ---------------------------- | -------------------- | ---- | ---- |
| 第89回キネマ旬報ベスト・テン | 外国映画ベスト・テン |      | 9位  |